# Valdis Zatlers
Valdis Zatlers, né le 22 mars 1955 à Riga, est un homme d'État letton.
Troisième président de la république de Lettonie depuis l'indépendance recouvrée de 1991 et le septième en tout, Valdis Zatlers succède dans cette fonction à Vaira Vīķe-Freiberga, le 8 juillet 2007. Candidat à un second mandat, en juin 2011, il n'est pas réélu cependant, et doit laisser le pouvoir présidentiel à Andris Bērziņš, le 8 juillet, et fonde ensuite un nouveau parti, le Parti réformateur de Zatlers (ZRP), qui arrive en deuxième position aux élections législatives anticipées et participe à la formation du nouveau gouvernement.

## Biographie

### Activité professionnelle
En 1979, Zatlers sort diplômé de l'Institut de médecine de l'université Stradiņš de Riga
Médecin de formation, il suit après la fin de la période communiste, une formation à l'université Yale aux États-Unis et devient spécialiste en chirurgie orthopédique. Jusqu'à son élection, il occupait le poste de directeur de l'hôpital national de traumatologie et d'orthopédie à Riga.

### Une petite incursion en politique
Il est membre du comité central du Front populaire de Lettonie entre 1988 et 1989, un parti créé pour réclamer l'indépendance de la Lettonie, alors occupée par l'Union soviétique.

### Président de la République

#### Élection d'un candidat de compromis
Deux candidats (Māris Riekstiņš et Karina Pētersone) étaient en concurrence pour obtenir l'appui de la coalition gouvernementale de centre-droit majoritaire à la Saeima lors de l'élection présidentielle du 31 mai 2007. La coalition ne parvenant pas à se décider entre les deux, Zatlers est choisi comme « candidat de compromis ». Zatlers, qui n'a jamais été élu auparavant, est considéré comme novice en politique, à tel point que ses opinions politiques ne sont pas connues.
Selon un sondage réalisé avant l'élection, les Lettons soutenaient la candidature de Zatlers à 28 % alors que celle du candidat de centre gauche Aivars Endziņš est soutenue par 54 % de la population
.
La commission anti-corruption ouvre une enquête contre Zatlers après qu'il a admis, lors de la brève campagne électorale, avoir reçu des enveloppes contenant de l'argent données par plusieurs de ses patientes. Bien que cette pratique était courante à l'époque communiste elle est devenue frauduleuse dans la Lettonie d'aujourd'hui.
L'élection présidentielle a eu lieu le 31 mai 2007 au Parlement letton et Zatlers l'emporte dès le premier tour par 58 voix (les 58 députés de la coalition) contre 39 pour Endziņš. Il succède le 8 juillet 2007 à la populaire Vaira Vike-Freiberga.

#### Crise et défaite en 2011
Le 28 mai 2011, il convoque un référendum sur la dissolution de la Saeima, les dernières législatives remontant à 2010. Il est battu cinq jours plus tard au cours de l'élection présidentielle, au suffrage indirect, par le député et ancien homme d'affaires Andris Bērziņš. Il quitte ses fonctions le 8 juillet, et fonde quinze jours plus tard le Parti réformateur de Zatlers (ZRP), alors que le « oui » l'emporte au référendum avec 94 % des voix. À l'issue des élections législatives anticipées du 17 septembre 2011, il est élu député, puis devient président de la commission de la Sécurité nationale de la Saeima, alors que son parti s'apprête à rentrer au gouvernement.

### Vie privée
Il est marié avec Lilita Zatlere et père de trois enfants.